# 赤瀬浩
赤瀬浩（あかせ ひろし、1961年- ）は、日本の歴史家・長崎研究家。

## 人物・来歴
長崎市生まれ。長崎大学教育学部卒業。上越教育大学大学院学校教育研究科修了。長崎県公立学校教諭、長崎市長崎学研究所長を経て、2023年4月より活水女子大学教授。専門は、江戸期長崎の町の歴史研究。市井(まち)の歴史家としてテレビ・ラジオの歴史解説、NBC長崎放送の長崎くんち、長崎精霊流しの解説者。。
丸山遊廓について「交易がもたらす富を地元に落とす装置」と形容している。長崎市端島を舞台としたTBS日曜劇場「海に眠るダイヤモンド」などの長崎歴史風俗考証を務める。

## 著書
- 『鎖国下の長崎と町人 自治と繁栄の虚実』長崎新聞社, 2000.8
- 『「株式会社」長崎出島』講談社選書メチエ 2005.7
- 『弥太郎の長崎日記』長崎文献社, 2010.7
- 『河津祐邦』（長崎偉人伝）長崎文献社, 2017.12
- 『長崎丸山遊廓 江戸時代のワンダーランド』講談社現代新書、2021

## 連載
『ながさきワンダーランド』長崎新聞2023年7月16日～